# Tephrosia longipes
Tephrosia longipes är en ärtväxtart som beskrevs av Meissner. Tephrosia longipes ingår i släktet Tephrosia och familjen ärtväxter.

## Underarter
Arten delas in i följande underarter:
- T. l. longipes
- T. l. swynnertonii